# Araz Yaghlivend
Araz Yaghlivend est un village de la région de Fizouli en Azerbaïdjan.

## Histoire
Le village d'Araz Yaghlivend a été créé en 1930.

## Population
Selon les statistiques de 2009, la population du village est de 2166 personnes.

## Économie
La principale occupation de la population du village est l'agriculture, la culture du coton, la viticulture et l'élevage.